# Ismaïl II de Grenade
Pour les articles homonymes, voir Ismaïl II.
Abû al-Walîd Ismâ`îl II ben Yûsuf est le neuvième émir nasride de Grenade. Il est né en 1339. Il est le fils de Yûsuf Ier et, après un coup d'État, il succède à son demi-frère aîné Mohammed V al-Ghanî en 1359. En 1360, il meurt assassiné par l'un des complices du coup d'État, Mohammed VI al-'Ahmar, qui lui succède.

## Biographie
Abû al-Walîd Ismâ`îl est le cadet d'un an de Mohammed al-Ghanî, qui est monté sur le trône en 1354 à l'âge de seize ans. Mohammed al-Ghanî est le fils d'une esclave, tandis qu'Ismâ`îl est le fils d'une épouse libre appelée Miriam. Abû al-Walîd Ismâ`îl va être le jouet de l’ambition de sa mère et de celle d’un Nasride dévoré d'ambition appelé Abû Sa`îd Mohammed VI al-'Ahmar ben Ismâ`îl.

### Le coup d’État
Abû Sa`îd Mohammed, Abû al-Walîd Ismâ`îl et sa mère Miriam, la mère d'Ismâ`îl, fomentent un coup d'État pour renverser Mohammed al-Ghanî. Le 21 août 1359, une centaine d'insurgés escaladent les murs de l'Alhambra, surprennent la garde et assassinent le hâgib Abû an-Nûr Radhwân. Abû al-Walîd Ismâ`îl prend le pouvoir. Mohammed al-Ghanî parvient à s'enfuir et se réfugie avec sa famille chez les Mérinides au Maroc.

### Le règne
Le règne d'Ismâ`îl est bref. Le 28 juin 1360, Mohammed al-'Ahmar le fait assassiner ainsi que ses frères et ses vizirs. Il prend le pouvoir sous le nom de Mohammed VI.